# Oravița
Oravița là một thị xã thuộc hạt Caraș-Severin, România. Dân số thời điểm năm 2002 là 12881 người.